# Lichères-sur-Yonne
Lichères-sur-Yonne är en kommun i departementet Yonne i regionen Bourgogne-Franche-Comté i norra Frankrike. Kommunen ligger i kantonen Vézelay som tillhör arrondissementet Avallon. År 2022 hade Lichères-sur-Yonne 41 invånare.

## Befolkningsutveckling
Antalet invånare i kommunen Lichères-sur-Yonne
| Referens: INSEE |